# Bob Likins
Bob Likins (eigentlich Robert William Likins; * 12. Mai 1921 in Portland, Oregon; † 21. November 1962 in Upland, Kalifornien) war ein US-amerikanischer Speerwerfer.
1948 qualifizierte er sich als Zweiter bei den US-Ausscheidungskämpfen für die Olympischen Spiele in London, bei denen er Achter wurde.
Als Student der San José State University wurde er 1946 und 1947 NCAA-Meister. Seine persönliche Bestleistung von 69,01 m stellte er am 5. Juni 1948 in Berkeley auf.